# Дом Ермолаевых — П. Парфёнова
Дом Ермолаевых — П. Парфёнова (Дом Фролова) — памятник градостроительства и архитектуры в историческом центре Нижнего Новгорода. Построен в 1840 году. Автор проекта — первый городской архитектор Нижнего Новгорода Георг Кизеветтер.
Здание ошибочно считалось домом Фролова, но до сих пор внесено в перечень объектов культурного наследия под этим названием. Историческое здание по адресу Ильинская улица, 96 сегодня — объект культурного наследия Российской Федерации.

## История
Во время пожара 22 августа 1839 года на Большой Ямской улице разорились многие нижегородцы. Из-за отсутствия возможности быстро выстроить новые каменные дома, они были вынужденны продать свои участки более состоятельным горожанам. Один из таких участков приобрели фабриканты-прядильщики Фёдор и Иван Ермолаевы, до этого жившие в менее престижном районе — над Похвалинским оврагом.
План застройки выгоревшей части города разработал Георг Кизеветтер. Были составлены планы сразу 15 каменных домов и 6 деревянных, которые Николай I лично утвердил 23 марта 1840 года. 30 апреля Афанасий Турмышев выполнил копии и выдал застройщикам, в том числе Фёдору Ермолаеву — проект двухэтажного каменного дома.
Строительство началось весной, и к концу 1840 года дом Ермолаевых был отделан. Поставленный на белокаменный цоколь дом получил боковые выступы в одно окно на главном фасаде и четыре полуколонны сложного ордера, тянущиеся в оба этажа. Греческий меандровый пояс, лепной орнаментальный фриз и белокаменные резные маскароны на замковых камнях окон первого этажа завершали сложное декоративное убранство. В каждом этаже было по пять комнат с входами со стороны двора.
В изначальном виде дом простоял до начала XX века, когда его приобрёл крестьянин Пётр Игнатьевич Парфёнов, перестроивший усадьбу. По утверждённому 4 сентября 1908 года проекту за счёт сокращения высоты помещений был устроен третий этаж, под меандровым поясом на главном фасаде пробили 5 лежачих окон, со стороны двора боковые части дома надстроили, что исказило его архитектуру.

## Архитектура
Дом Ермолаевых — П. Парфёнова — пример провинциального нижегородского освоения архитектуры русского классицизма. Двухэтажное здание с вальмовой крышей украшено по парадному фасаду четырьмя коринфскими полуколоннами без канеллюр. Завершением фасада выступает мощный карниз, украшенный лепниной. Полуколонны выполнены во всю высоту здания. Симметричные боковые выступы на главном фасаде выступают в роли рустованных ризалитов. Акцентами окон первого этажа — маскароны в виде женских головок. Этажи разделяет горизонтальный пояс с меандровым орнаментом. Яркий архитектурный образ зданию создают крепкое композиционное решение, немного утрированные пропорции, использование классических элементов.